# Kleiderbüste des Tutanchamun
Die Kleiderbüste des Tutanchamun, auch Kleiderpuppe des Tutanchamun (englisch: Mannequin of Tutankhamun oder Torso of Tutankhamun), ist eines der über 5000 Objekte aus dem Grab des Tutanchamun (KV62) im Tal der Könige in West-Theben, das im November 1922 von Howard Carter entdeckt wurde. Sie datiert in die 18. Dynastie (Neues Reich). Das Objekt mit der Fundnummer 116 befindet sich seit der Grabentdeckung als Exponat mit der Inventarnummer JE 60722 im Ägyptischen Museum in Kairo.

## Fundgeschichte
Die Kleiderbüste des Tutanchamun wurde in der ersten Grabungssaison (28. Oktober 1922 bis 30. Mai 1923) hinter einem zerlegten Streitwagen (Fundnummer 120) an der Südwand der Vorkammer nahe dem Eingang zur Seitenkammer an der Westwand gefunden. Fundstücke in der Nähe waren das Ritualbett der Ammit und der darunter stehende mit Blattgold überzogene Thron des Tutanchamun. Für die Ausgräber war dieser Fund mit dem „realistischen Gesicht“ des jungen Königs neben den Ritualbetten, Kisten und Streitwagen außergewöhnlich.

Grundriss von KV62 (Das Grab des Tutanchamun)
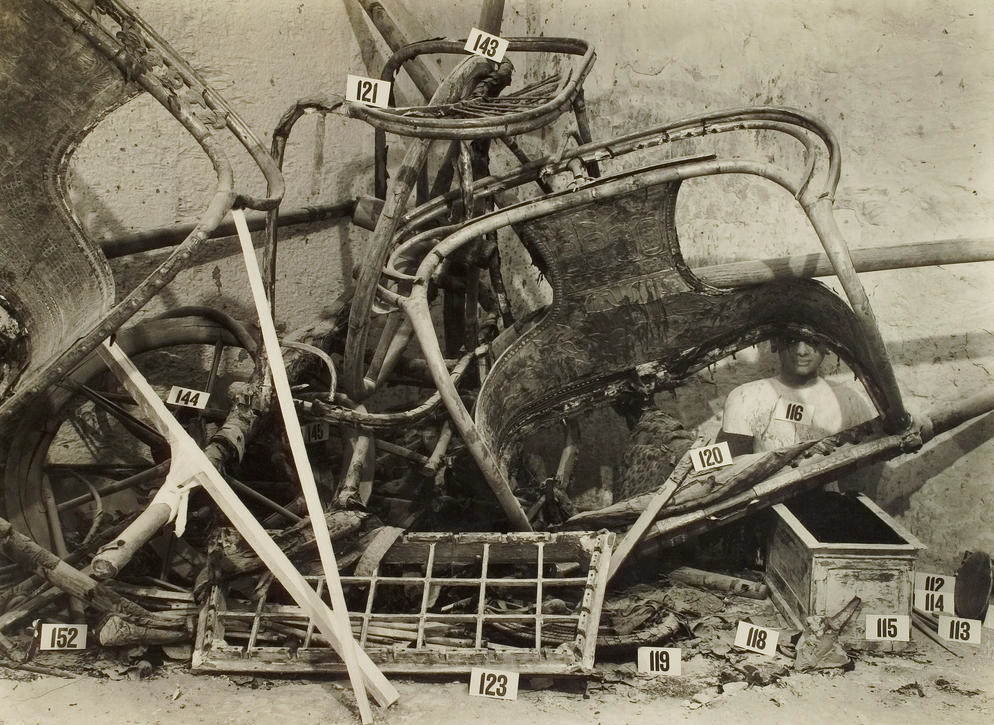
Fundsituation (Burton-Foto: p2004)
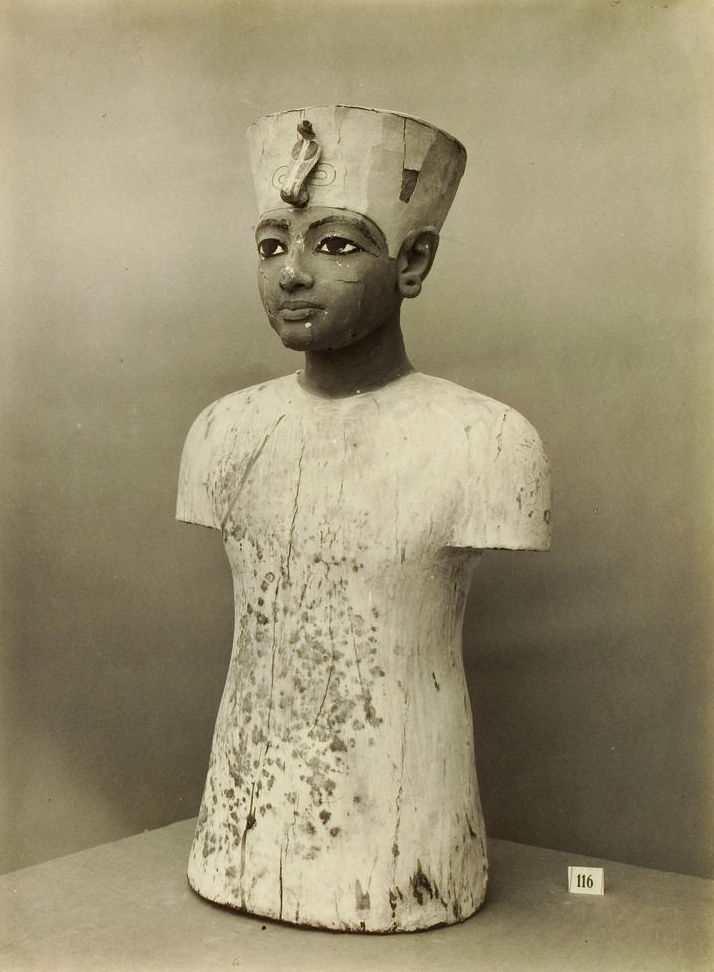
Nach der Bergung (Burton-Foto: p0326)

## Die Kleiderbüste

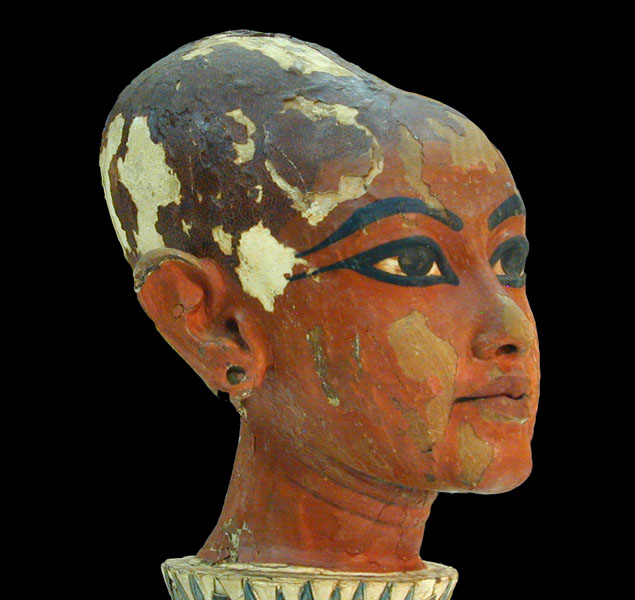
Kopf des Nefertem

Howard Carter bezeichnete die Kleiderpuppe als „hölzerne Porträtfigur des Königs“ (Wooden portrait figure of the King) und beschrieb sie als lebensgroß. Im Gegensatz zum Kopf des Nefertem (auch Kopf auf der Lotosblüte) ist dies kein kindliches Porträt, sondern es ist eine jugendliche Person dargestellt. M. V. Seton-Williams zufolge zeigt die Holzstatue Tutanchamun vermutlich in dem Alter kurz vor seinem Tod.
Die Figur ist nicht vergleichbar mit anderen erhaltenen königlichen Büsten oder Skulpturen, da die „Holzstatue“ nur aus Kopf und Torso besteht. Es wurden zwar Vergleiche mit Statuen aus dem Mittleren Reich durchgeführt, die den König mit Osiris identifizieren, oder auch aus der Zeit des Alten Reiches, doch haben alle diese Statuen vollständige Arme. Die Schnittflächen unterhalb der Schultern am Oberarm und oberhalb der Hüfte sind gerade und glatt und nicht abgebrochen, wie es häufig bei Plastiken aus Stein der Fall ist.
Die Kleiderpuppe ist mit einer dünnen und bemalten Stuckschicht überzogen. Für die Hautfarbe des Königs wurde Rot beziehungsweise Braun verwendet, wie es in der altägyptischen Kunst für die Darstellung von Männern üblich ist. Die Umrandung der Augen, die Pupillen und Augenbrauen sind schwarz. In das Weiß der Augen wurden in den Ecken, wie auch bei der goldenen Totenmaske Tutanchamuns, kleine rote Punkte eingebracht, um sie realistisch wirken zu lassen.
Die Kopfbedeckung ist unüblich und entspricht keiner der bekannten Kronen für einen altägyptischen König. Sie ähnelt der Roten Krone Unterägyptens in etwas abgeflachter Form, ist jedoch in Gelb gehalten, der Farbe, die symbolisch für Gold steht. Vergleichbar ist die Kopfbedeckung mit der für Nofretete charakteristischen „blauen Krone“. Ähnlichkeit weist die „Krone“ auch mit der für den Gott Amun typischen Kopfbedeckung ohne die darüber befindliche und den Gott kennzeichnende Doppelfeder auf. Jedoch fehlt der Kleiderbüste Tutanchamuns im Vergleich zu Darstellungen des Amun der geflochtene Königsbart und an der Kappe des Amun befindet sich grundsätzlich keine Uräusschlange an der Stirn.

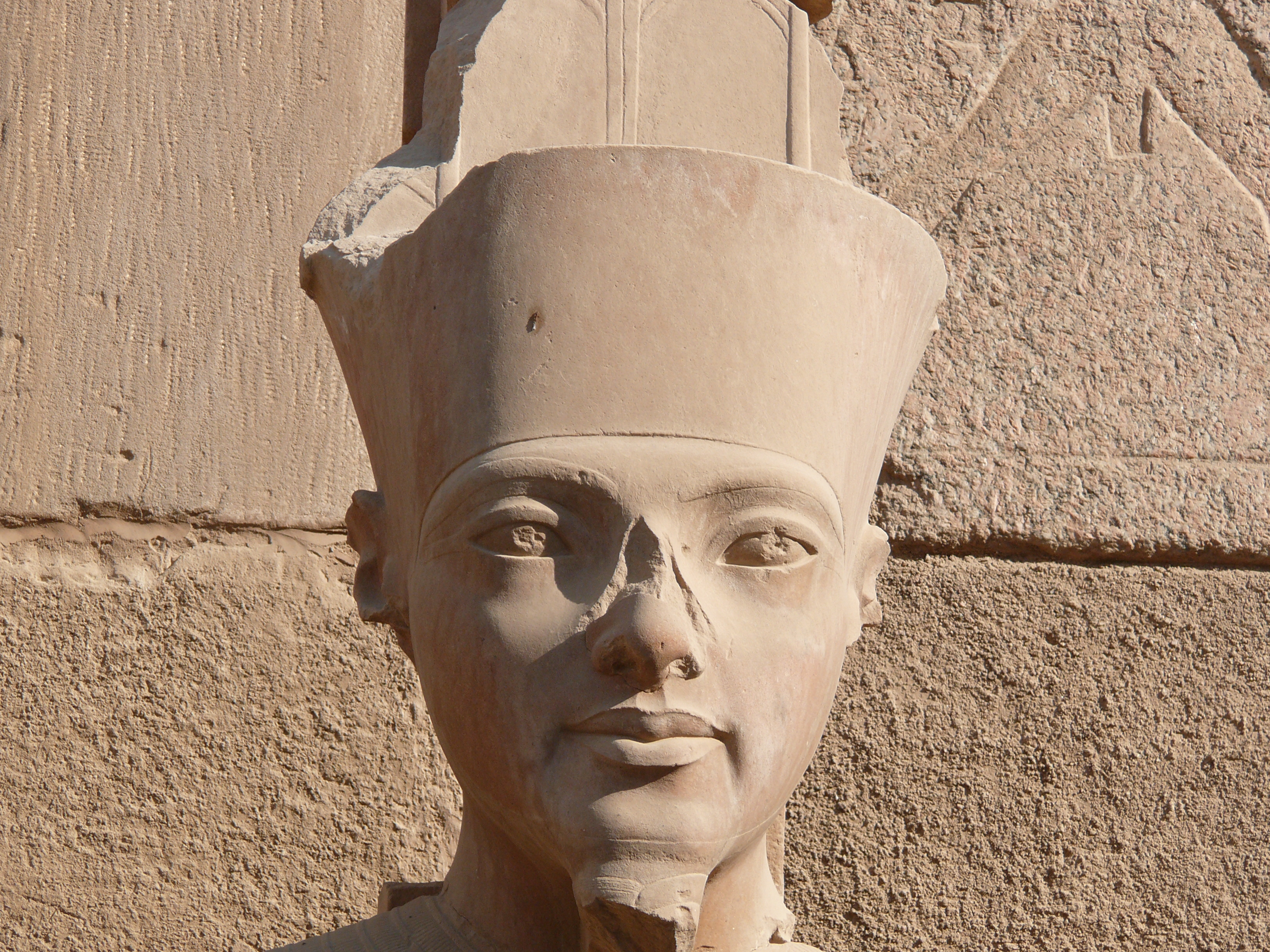
Amun (Karnak)
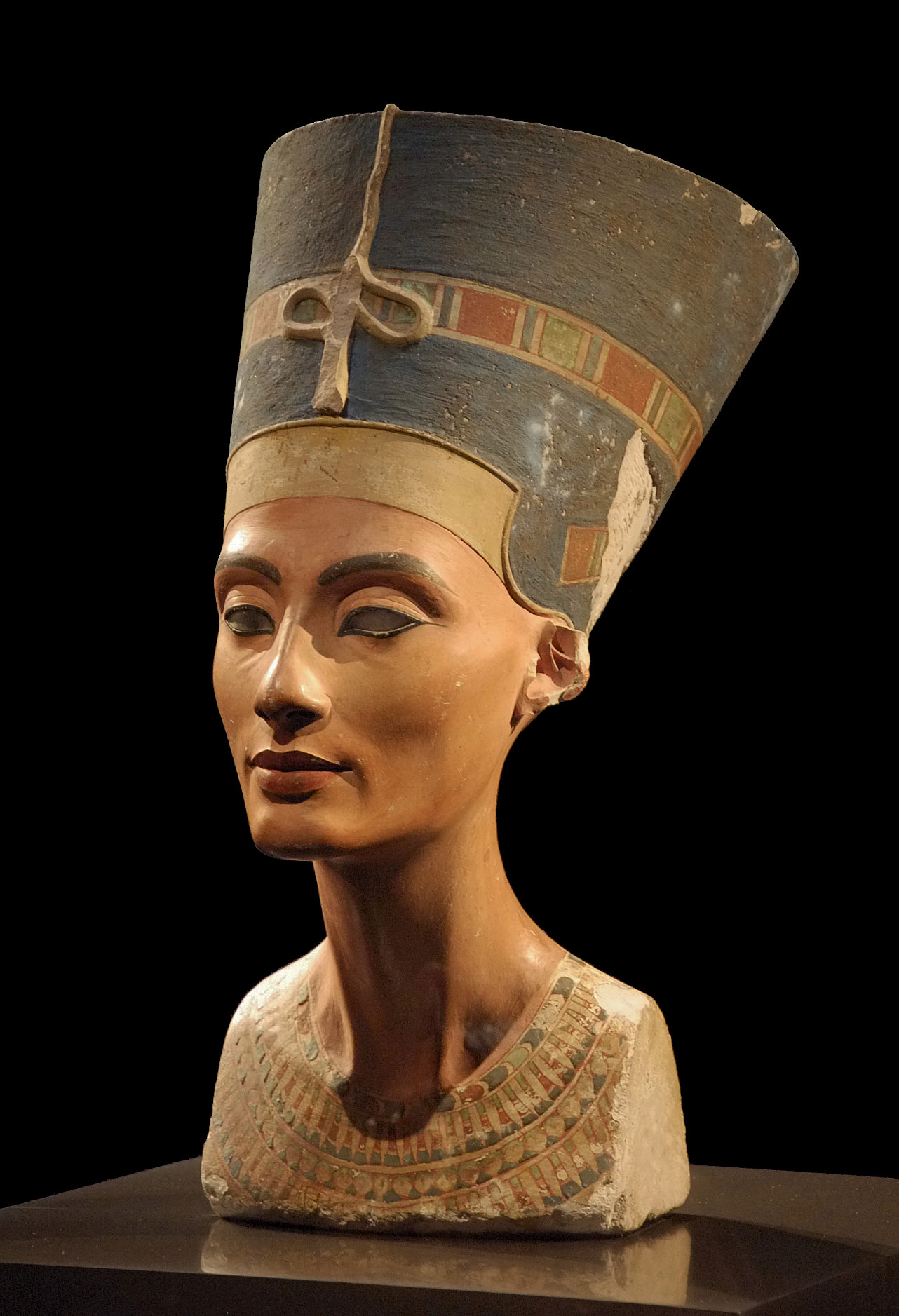
Büste der Nofretete (Neues Museum Berlin)
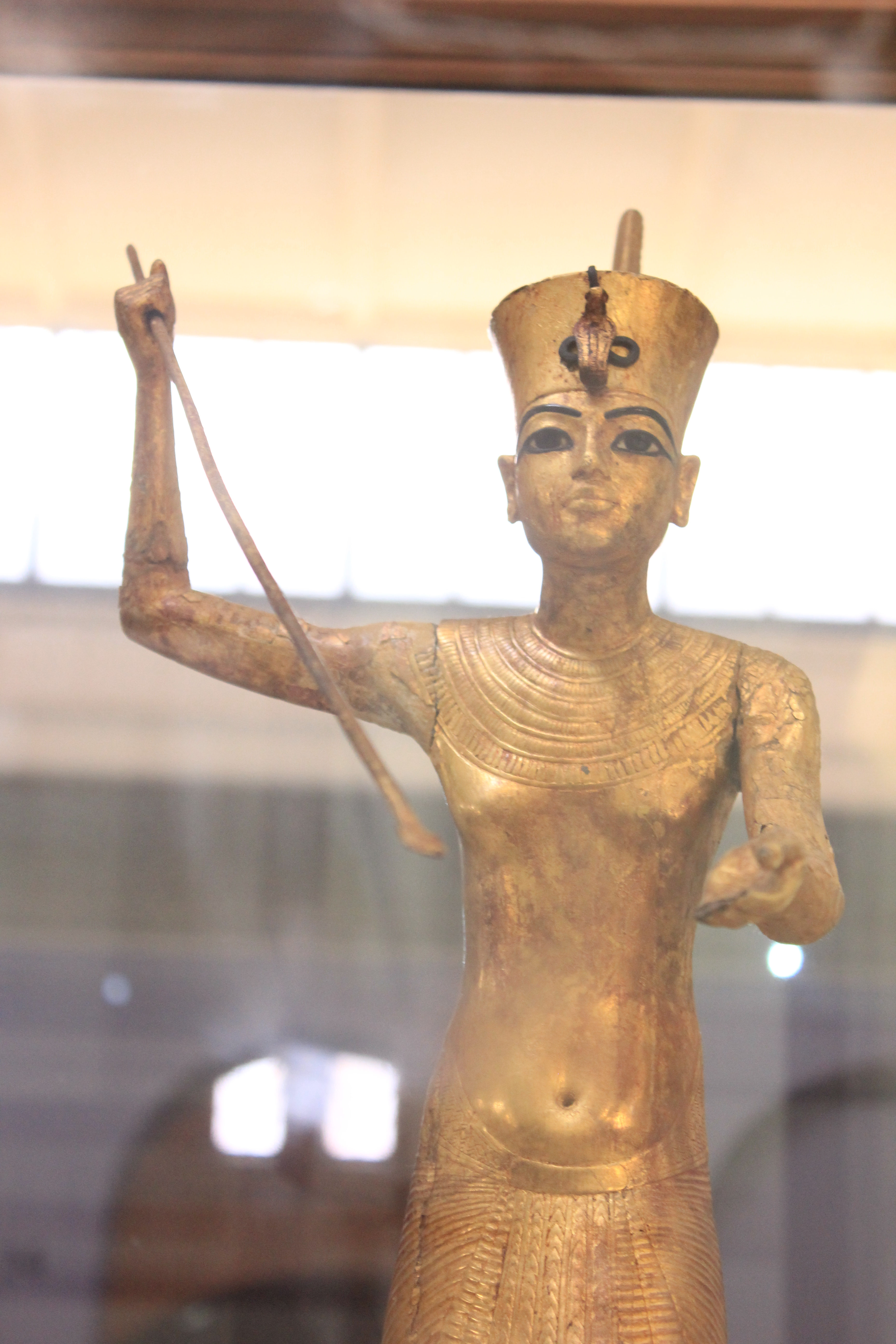
Vergoldete Holzstatue Tutanchamuns mit der Roten Krone Unterägyptens (Ägyptisches Museum Kairo)

Die Uräusschlange, das Symbol der Landesgöttin Unterägyptens, Wadjet, ist ohne ihr Pendant, die Landesgöttin Oberägyptens, Nechbet in Gestalt eines Geiers, an der Krone angebracht. Vollständig finden sich beide beispielsweise an der goldenen Totenmaske Tutanchamuns, aber auch bei den Särgen oder den Kanopen. Der Uräus bildet in der Materialbearbeitung und -verwendung eine Ausnahme. Er besteht aus einer Kupferlegierung, die bemalt und mit Blattgold versehen ist. Der Schlangenkörper hingegen ist auf der Kopfbedeckung mit roter Farbe aufgemalt, wie er sich beispielsweise als Vorzeichnungen von Wanddekorationen in Gräbern findet. 
Das Gesicht wirkt individuell, insbesondere die Mund- und Kinnpartie, die Einflüsse aus der Amarna-Kunst zeigen. Die Ohrläppchen haben, wie der ebenfalls aus Holz bestehende und bemalte Kopf des Nefertem, Ohrlöcher.
Das angedeutete einfache Gewand ist weiß, um Leinenstoff zu imitieren. Im Grab Tutanchamuns fanden sich verschiedene Kleidungsstücke, wenn auch nicht alle gut erhalten, die aus diesem Stoff bestehen.
Zusammen mit den beiden schwarz bemalten Wächterfiguren aus Holz, dem Kopf auf der Lotosblüte oder der Totenmaske ist die Kleiderpuppe des Tutanchamun die einzige lebensgroße Darstellung des jungen Königs, die in seinem Grab gefunden wurde und ihm aufgrund der Gesichtszüge zugeschrieben werden kann.

## Erhaltungszustand und Ausstellung
Die Kleiderpuppe ist gut erhalten, weist allerdings die für das verwendete Material, bemalter Stuck auf Holz, altersbedingten üblichen Risse und Abplatzungen auf. Nach der Entdeckung wurde Objekt 116 für alle im Tal Anwesenden sichtbar aus dem Grab getragen. Gemäß Howard Carters Aufzeichnungen wurde die Figur zur Konservierung mit Zelluloid und Amylacetat besprüht und zudem mit Paraffin behandelt. Danach wurde die Büste, wie alle aus KV62 geborgenen und konservierten Gegenstände, verpackt und in das ägyptische Museum nach Kairo gebracht, wo sie sich seitdem in der Ausstellung befindet. Außerhalb Ägyptens war die Kleiderbüste 2004 in der Ausstellung „Tutanchamun. Das goldene Jenseits. Grabschätze aus dem Tal der Könige.“ in Basel und Bonn zu sehen.

## Bedeutung und Verwendung
Zur Verwendung der Büste gibt es unterschiedliche Hypothesen.
Carter schlussfolgerte, dass es sich bei der Figur um eine Kleider- beziehungsweise Schneiderpuppe handelte, die der Anprobe und dem Anpassen von königlichen Gewändern oder des Schmuckes diente. Andererseits könnte sie auch zur Aufbewahrung von Gewändern oder Schmuck benutzt worden sein, bevor der König diese anlegte. Während Zahi Hawass die Theorie, es sei eine Kleiderpuppe, als eine europäisch geprägte Betrachtung sieht, die auf die altägyptische Kultur nicht zutreffen kann, hält André Wiese eine solche Verwendung für plausibel.
Als eine andere Möglichkeit wird die Funktion als eine Art Ritualstatue in Betracht gezogen, um die Wiedergeburt und das ewige Leben des Königs sicherzustellen. Da der Figur die Arme fehlen, kann es sich nicht um den Teil einer Ka-Statue, wie sie zweifach in KV62 gefunden wurde, handeln. Hawass nimmt an, dass diese „Kleiderpuppe“ Teil einer vollständigen Königsfigur gewesen sein kann, da Statuen im alten Ägypten häufig aus mehreren Teilen bestanden und aus verschiedenen Materialien gefertigt wurden. Allerdings gibt es keinen Hinweis darauf, dass für die Figur Arme oder sonstige Teile zur Vervollständigung eines ganzen Körpers vorgesehen waren.
Da nicht eindeutig bestimmbar ist, wofür die Figur benutzt wurde, gibt es zum ursprünglichen Standort vor der Bestattung Tutanchamuns die Vermutungen, sie könnte im Palast oder in einem Tempel gestanden haben. Eine endgültige Zuordnung ihrer Funktion ist nach Campbell Rice bisher nicht möglich. Im Vergleich zu den anderen im Grab gefundenen Gegenständen scheint die Kleiderbüste jedoch nicht im Zusammenhang mit dem Begräbnis zu stehen und ist den „weltlichen“ Objekten, wie beispielsweise dem Mobiliar, zuzuordnen.